# Sergej Ćetković
Sergej Ćetković (černohorsky Сергеј Ћетковић; * 8. března 1976 Podgorica) je černohorský zpěvák známý hlavně v zemích bývalé Jugoslávie.

## Biografie
Jeho hudební kariéra začala v sedmi letech. Poprvé vystoupil jako člen nejmladší skupiny Černé Hory, kdy se stal zpěvákem a pianistou skupiny Vatrena srca. Bylo to tehdy, když cítil, že je třeba, aby se profesionální hudba stala součástí jeho života. Svou kariéru začal jako zpěvák v roce 1998 na známém festivalu Sunčane skale s písní „Bila si ruža“. Dva roky po svém sólovém debutu vydal své první album s názvem Kristina, a to v prosinci 2000. Album se setkalo s úspěchem ve všech zemích bývalé Jugoslávie a mladé nakladatelství Goraton koupilo autorská práva od centra Pogorica Hi-Fi a dotisklo k albu novou etiketou a začalo ji prodávat na všech územích bývalé Jugoslávie.
Přesně dva roky po svém debutovém album vydal své druhé album s názvem Budi mi voda s 12 novými písněmi se společností Goraton. V roce 2003 se zúčastnil festivalu Budva s písní „Postojim i ja“, která získala ocenění. V roce 2005 nakladatelství Goraton publikovalo jeho kompilaci Best Of.
Poté prezentoval v médiích své třetí album s názvem Kad ti zatreba s deseti novými písněmi. Nejoblíbenější song z tohoto alba se jmenuje „Pogledi u Tami“.
V roce 2007 měl velmi úspěšné turné po celém Srbsku a Černé Hoře, které bylo zcela vyprodané a pro každé město musel být naplánován doplňkový večer. Největší hit z turné byl song „Pogledi u Tami“.
19. listopadu 2013 byl vybrán jako reprezentant Černé Hory na Eurovision Song Contest 2014 s písní „Moj svijet“.

## Diskografie

### Alba
- 2000: Kristina
- 2003: Budi mi voda
- 2005: Kad ti zatreba
- 2007: Pola moga svijeta
- 2010: 2 minuta
- 2015: Moj svijet

### Kompilace
- 2005: The Best Of…
- 2006: Sergej Live
- 2011: Balade

### Soundtracky
- 2005: Pogledi u tami - Pohled z Eiffelovy věže